# Władysław Langner
Władysław Aleksander Langner (18. června 1896 Jaworów u Lvova, Halič, dnes Ukrajina – 28. září 1972 Newcastle upon Tyne, Spojené království) byl polský generál.

## Život

### Mládí
Władysław Langner se narodil v roce 1896. V letech 1914 až 1917 sloužil v I. brigádě polských legií. V roce 1914 byl povýšen do hodnosti podporučíka. Od listopadu 1918 velel praporu v 1. pluku. V roce 1920 byl povýšen na podplukovníka.

### Meziválečná léta
V letech 1923 až 1927 velel 40. pěšímu pluku ve Lvově. Roku 1924 byl povýšen do hodnosti plukovníka, v letech 1928 až 1934 pracoval ve Varšavě na ministerstvu obrany. V roce 1933 byl povýšen na brigádního generála.

### Druhá světová válka
V roce 1939 velel obraně Lvova před Rudou armádou. Dne 22. září 1939 kapituloval, aby zachránil město před zničením. Později uprchl do Francie. Ve Velké Británii byl od roku 1941 a velel 3. střelecké brigádě.